# Карликовая галактика

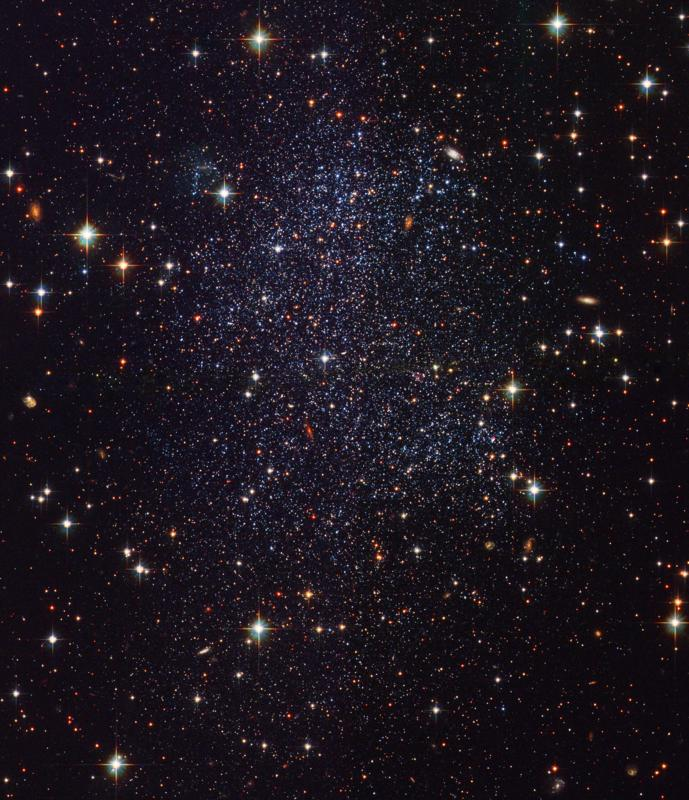
Карликовая неправильная галактика в Стрельце (SagDIG)

Ка́рликовая гала́ктика — небольшая галактика, состоящая из нескольких миллиардов звёзд (что очень мало по сравнению, например, с нашей галактикой, насчитывающей около 200—400 миллиардов звёзд). К карликовым относят галактики со светимостью меньше 109 L☉ (примерно в 100 раз меньше светимости Млечного Пути), что примерно соответствует −16m абсолютной звёздной величине. Большое Магелланово Облако, включающее 30 млрд звёзд, иногда классифицируется как карликовая галактика, в то время как другие рассматривают её как полноценную галактику, движущуюся вокруг Млечного Пути.
Очень сильно разнятся карликовые галактики по поверхностной яркости. Если обычные галактики имеют среднюю поверхностную яркость примерно равную яркости ночного неба, то карликовые галактики отличаются друг от друга по своей поверхностной яркости более чем на 10m. Группа  под руководством Кристал Мартин из Калифорнийского  университета  наблюдала с помощью "Чандры" карликовую галактику NGC1569. Выяснилось, что галактика испускает в окружающее пространство "пузыри" разогретого до миллионов градусов газа.

## Открытие карликовых галактик
Если не считать галактики-спутники Туманности Андромеды M 32 и NGC 205, которые занимают пограничное положение между карликовыми и нормальными галактиками, первые карликовые галактики были обнаружены Харлоу Шепли в конце 1930-х годов, при проведении обзора неба в окрестности Южного полюса мира для статистического исследования галактик на обсерватории Гарвардского университета в Южной Африке. Сначала Шепли обнаружил неизвестное ранее скопление звезд в созвездии Скульптор, содержащее около 10 тыс. звезд величины 18-19,5m. Вскоре было обнаружено подобное скопление в созвездии Печь. После того, как для исследования этих скоплений задействовали 2,5-метровый телескоп обсерватории Маунт-Вилсон, в них удалось найти цефеиды и определить расстояния до них. Оказалось, что оба неизвестных скопления расположены вне пределов нашей галактики, то есть представляют собой новый тип галактик низкой поверхностной яркости.
Открытия карликовых галактик стали массовыми после того как в 1950-х годах был выполнен паломарский обзор неба с помощью 120-сантиметровой камеры Шмидта на обсерватории Маунт-Паломар. Оказалось, что карликовые галактики — это самые распространённые галактики во Вселенной.

## Местные карлики
В Местной группе находится очень много карликовых галактик: это маленькие галактики, часто вращающиеся по орбите вокруг крупных галактик, таких как Млечный Путь, Андромеда и Галактика Треугольника. Обнаружено 14 карликовых галактик, вращающихся вокруг нашей Галактики. Не исключено, что шаровое скопление Омега Центавра — это ядро захваченной в прошлом карликовой галактики.

## Морфология
Существует несколько основных типов карликовых галактик:
- Карликовая эллиптическая галактика (dE) — похожа на эллиптические галактики
  - Карликовая сфероидальная галактика (dSph) — подтип dE, отличающийся особенно низкой поверхностной яркостью
- Карликовая неправильная галактика (dIr) — подобна неправильным галактикам, имеет клочковатую структуру
- Карликовая голубая компактная галактика (dBCG или BCD) — имеет признаки активного звездообразования
- Ультракомпактные карликовые галактики (UCD) — класс очень компактных галактик, содержащих порядка 108 звёзд при характерном поперечном размере около 50 пк.[6] Предположительно, эти галактики являются плотными остатками (ядрами) карликовых эллиптических галактик, пролетевших сквозь центральные части богатых скоплений галактик.[7] Ультракомпактные галактики были обнаружены в скоплениях галактик в Деве, Печи, Волосах Вероники, Абель 1689 и др.[8]
- Карликовая спиральная галактика — аналог спиральных галактик, но, в отличие от нормальных галактик, встречается чрезвычайно редко

## Галактики-хоббиты
Недавно придуманный термин Галактики-хоббиты было решено использовать для обозначения галактик, которые меньше и тусклее чем карликовые галактики.

## Проблема нехватки карликовых галактик
Проблема дефицита карликовых галактик (также известная как «проблема исчезнувших карликовых галактик-спутников»). Суть её в том, что число карликовых галактик (по отношению к числу обычных галактик) на целый порядок меньше числа, которое должно быть согласно моделированию по иерархическому  распределению структур тёмной материи и общей космологии. 
Есть три возможных объяснения этой проблемы: 
1. карликовые галактики разрушаются приливными силами более крупных галактик;
2. карликовые галактики просто не видны, так как их тёмная материя не в состоянии привлечь достаточное количество барионной материи, чтобы они стали видимыми;
3. тёмной материи на порядок меньше, чем считается в современных теориях.

Второе объяснение частично подтверждается недавним (2007 год) открытием обсерваторией Кека восьми ультра-тусклых карликовых галактик (галактик-хоббитов) - спутников Млечного пути. Шесть из них на 99.9% состоят из темной материи (соотношение "массы к свету" составляет около 1000).
Подробное исследование таких галактик и особенно относительных скоростей отдельных звезд в них, позволила астрономам предположить, что мощное ультрафиолетовое излучение гигантских молодых звезд в своё время "выдуло" из таких галактик большую часть газа (поэтому там мало звезд), но оставило тёмную материю, которая именно поэтому сейчас преобладает.
Некоторые из подобных тусклых карликовых галактик с подавляющим преобладанием тёмной материи астрономы предлагают искать непрямыми наблюдениями: по "кильватерному следу" в межгалактическом газе, т.е. по притяжению струй газа к этой "невидимой" галактике.
Третье объяснение частично подтверждается расчётами гравитационных потенциалов вблизи карликовых галактик. Количество тёмной материи можно уменьшить без того, чтобы гравитационная составляющая уменьшилась из-за этого.

## Неполный список карликовых галактик
- Карликовая галактика в Водолее
- Карликовая галактика в Большом Псе
- I Zwicky 18
- IC 10
- Большое Магелланово Облако
- Большая Медведица I
- Большая Медведица II
- NGC 1569
- NGC 1705
- NGC 2915
- NGC 3353
- Карликовая неправильная галактика в Пегасе
- PHL 293B
- Карликовая эллиптическая галактика в Стрельце
- Карликовая неправильная галактика в Стрельце
- Карликовая галактика в Скульпторе
- Карликовая неправильная галактика в Скульпторе[англ.]
- Секстант A
- Секстант I
- Малое Магелланово Облако
- Карликовая галактика в Тукане
- Карликовая галактика в Малой Медведице
- Виллман 1
- Карликовая галактика в Киле
- Карликовая галактика в Драконе
- Карликовая галактика в созвездии Печь
- Лев I
- Лев II
- Карликовая галактика в Фениксе
- Чаша 2